# Schillig
Schillig er en turist- og ferieby, med 116 helårsbeboere (2010, i kommunen Wangerland i den niedersaksiske Landkreis Friesland. Den er en del af bydelen Horumersiel-Schillig og ligger på det nordøstligste punkt af Ost-Friesland. Byen og området er en del af Nationalpark Niedersächsisches Wattenmeer og ligger ca. 20 kilometer nord for Wilhelmshaven, to kilometer nord havbadet Horumersiel og fire kilometer øst for Minsen. Nord for kysten ligger øerne Wangerooge, Mellum og Minsener Oog.
Schillig er forbundet med to buslinier til Wilhelmshaven og Jever. Om sommeren og om efteråret indsættes der flere busser.
Navnet Schill leder sig fra begrebet Schill (som schale, ordfamilie med det engl. shell) for muslinger. Havstrømmende og brændingen lagrede de udbredte forekomster her. Tidligere blev muslingerne brugt til fremstilling af kalk. Om muslingernes specielle betydning viser en muslinge-skulptur som er anbragt ved feriebyens hovedindgang.
Turisternes badning begyndte allerede 1856, efter at en stormflod havde ødelagt feriestedet på øen Wangerooge. Dengang fik badegæsterne ophold hos fyrpasseren og i de omliggende huse. 1939 var der allerede 750 feriegæster. Fra 1950erne blev anlæggene for ferie og fritid udbygget. 1954 kom campingpladsen, som i nutiden er en af Europas største. Ved siden af de gamle bondegårde er der i feriebyen overvejende ferielejligheder- og huse. Om sommeren er der regelmæssige vadevandring ud til øen Minsener Oog.
Nordvest for Schillig ligger det 6,6 hektar store naturreservatet Naturschutzgebiet Wiesenbatterie Schillig, som har været fredet siden den 7. august 1982. Området er en del af EU-fuglebeskyttelseområdet „Wangerland“. Området var tidligere et forsvarsanlæg, som blev anlagt før den 1. verdenskrig og som 1945 blev delvist fjernet. På grund af det store skovområde i den ellers overvejende træløse marsk har det en speciel betydning for fuglene.

## Historie
På grund af dens udsatte beliggenhed i det nordøstlige hjørne af den østfrisiske halvø var Schillig ved stormflod særlig udsat. Siden det 15. århundrede gik mange diger og gårde i retning mod Horumersiel derfor tabt, som senere igen blev vundet tilbage. Julestormfloden 1717 rev i havdiget mellem Schillig og Horumersiel et hul på 82 meters bredde og syv meters dybde.
I nærheden af Schillig blev der i årene 1876/1877 opført et 23 meter højt fyrtårn, som senere blev erstattet af en mere iøjnefaldende gul model. Den stod ved indsejlingen ind i det senere stratetiske vigtige søområde Innenjade indtil Wilhelmshaven. Derfor var Schillig en vigtig tysk marinestation og forpost i tiden under den Kaiserliche Marine tilJadebusen og dermed til det på vest-siden liggende Wilhelmshaven.
På Schillig-red var dele af den tyske marine stationeret under Den fransk-preussiske krig 1870/71 og i 1. verdenskrig og 2. verdenskrig. Om natten fra 29. til den 30. oktober 1918 begyndte der på nogen af de på reden liggende krigsskibe mytteriet, der få dage senere førte til Matrosoprøret i Kiel, til Novemberrevolutionen og dermed til oprettelsen Weimarrepublikken den 9. november 1918. I tiden under den militæriske udnyttelse var der en banestrækning fra Jever til Schillig, som hovedsagelig blev benyttet af marinen. For at beskytte sejlrenden som fører direkte forbi Schillig oprettede marineartilleriet allerede i slutningen af det 19. århundrede og i begyndelsen af det 20. århundrede øst for Schillig en kystbefæstning. De lå mellem Schillig og Minsen og hed Wiesenbatterie Schillig og die Deichbatterie. Begge forter havde et omfang af ca. 100-500 meter og rådede over vandgrave og kasematter.
En videre kanonstilling var die Wattbatterie, som befandt sig på et dige lignende højdedrag, hvor nu campingpladsen og restaurant „Utkiek“ befinder sig. Foruden var der i Schillig en Kaiserliche Marine-Nachrichtenstelle, som afviklede den optiske signaltrafik med dem ved Schillig-Reede liggende krigsskibe.
Efter den 1. verdenskrig blev begge de to militæranlæg demilitariseret, men blev igen etableret i forbindelse med genoprustningen fra 1935. I 2. verdenskrig hørte marineartilleristillingerne sammen med de store militære anlæg på den foranliggende ø Wangerooge til kystsikringen. Først i de sidste krigsdage under 2. verdenskrig kom de vidtrækkende kanoner i Schillig i funktion mod de allieredes landtropper. Desuden var der i stillingerne anbragt antiluftskyts, til nedskydning af fjendtlige flyvemaskiner, som tilhørte en ring af flakanlæg rundt om Wilhelmshaven. I modsætning til Wangerooge blev bunker- og kanonstillingerne på fastlandet hverken angrebet fra havet eller fra luften, men blev efter krigen sprængt og fjernet af De Allierede.

## Galleri
- Kur og badehotel i Schillig
- Ferielejligheder i Schillig
- Hoteller og ferielejligheder i Schillig
- Diget ved Schillig
- St. Marien er den katolsk kirke i Schillig
- St. Marien Kirche
- Orgelet i St. Marien Kirche
- Alteret i St. Marien Kirche